# 劲仔食品
劲仔食品（深交所：003000）是中国野生小鱼仔休闲食品品牌，在2000年成立。董事长是周劲松。

## 沿革
1992年，洛阳劲仔食品有限公司成立。2000年，岳阳劲仔食品有限公司成立。2003年，郑州劲仔食品有限公司成立。2003年，石家庄劲仔食品有限公司成立。2010年，劲仔食品成立湖南省华文食品有限公司，劲仔成其旗下品牌。
2020年9月14日，劲仔食品在深圳证券交易所上市。

## 产品
劲仔食品包括：劲仔小鱼系列、劲仔豆干系列、劲仔肉干系列、劲仔素肉系列、劲仔魔芋系列。